# Dajr Didżla
Dajr Didżla (arab. دير دجلة) – wieś w Syrii, w muhafazie Al-Hasaka. W 2004 roku liczyła 381 mieszkańców.